# Georgengarten
Il Georgengarten (in italiano, letteralmente "giardino di Giorgio") di Hannover è un giardino all'inglese posto all'interno del complesso dei giardini reali di Herrenhausen, in Germania.

## Storia

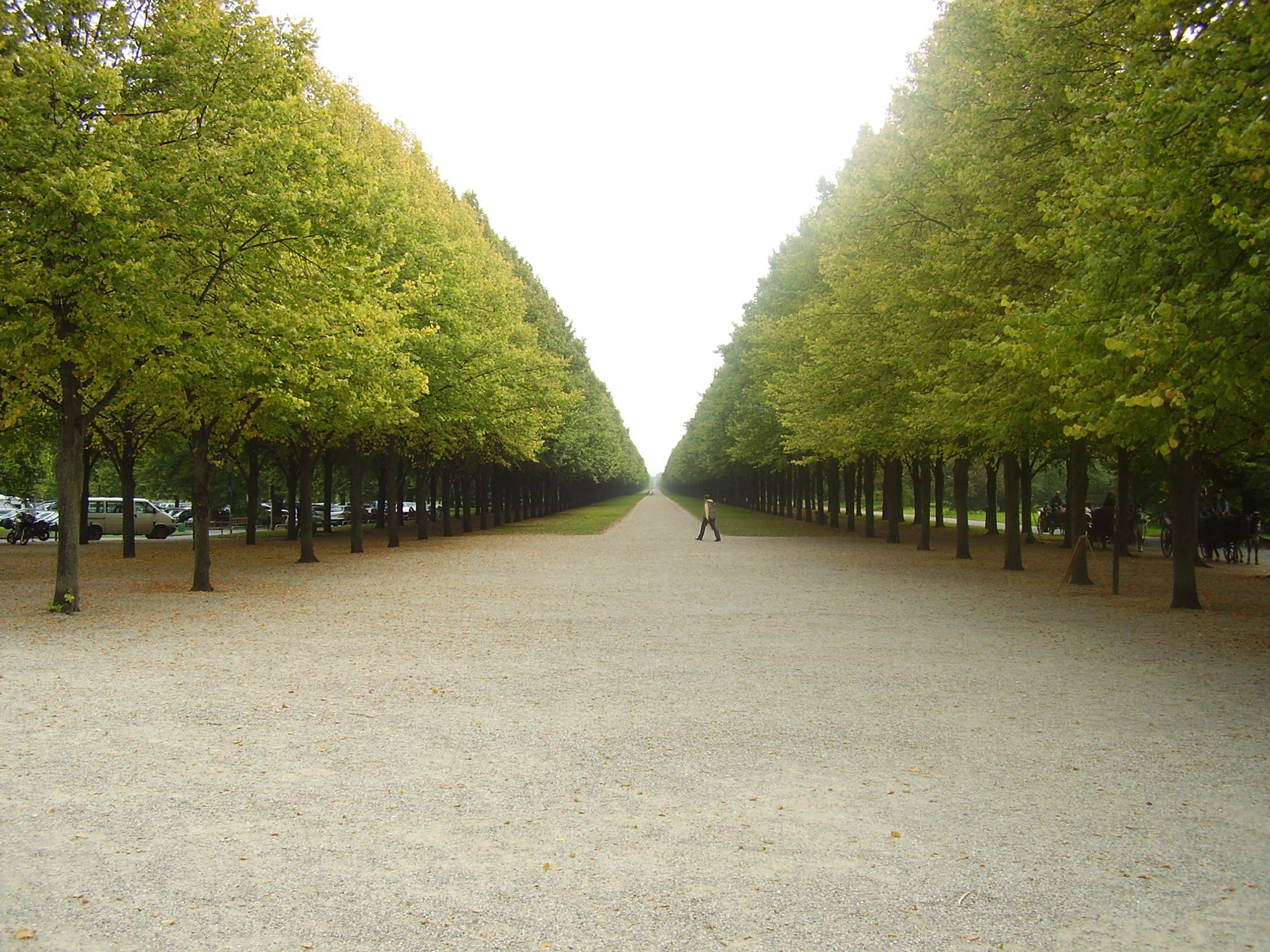
La Herrenhäuser Allee, vista dall'entrata principale sul Grosser Garten

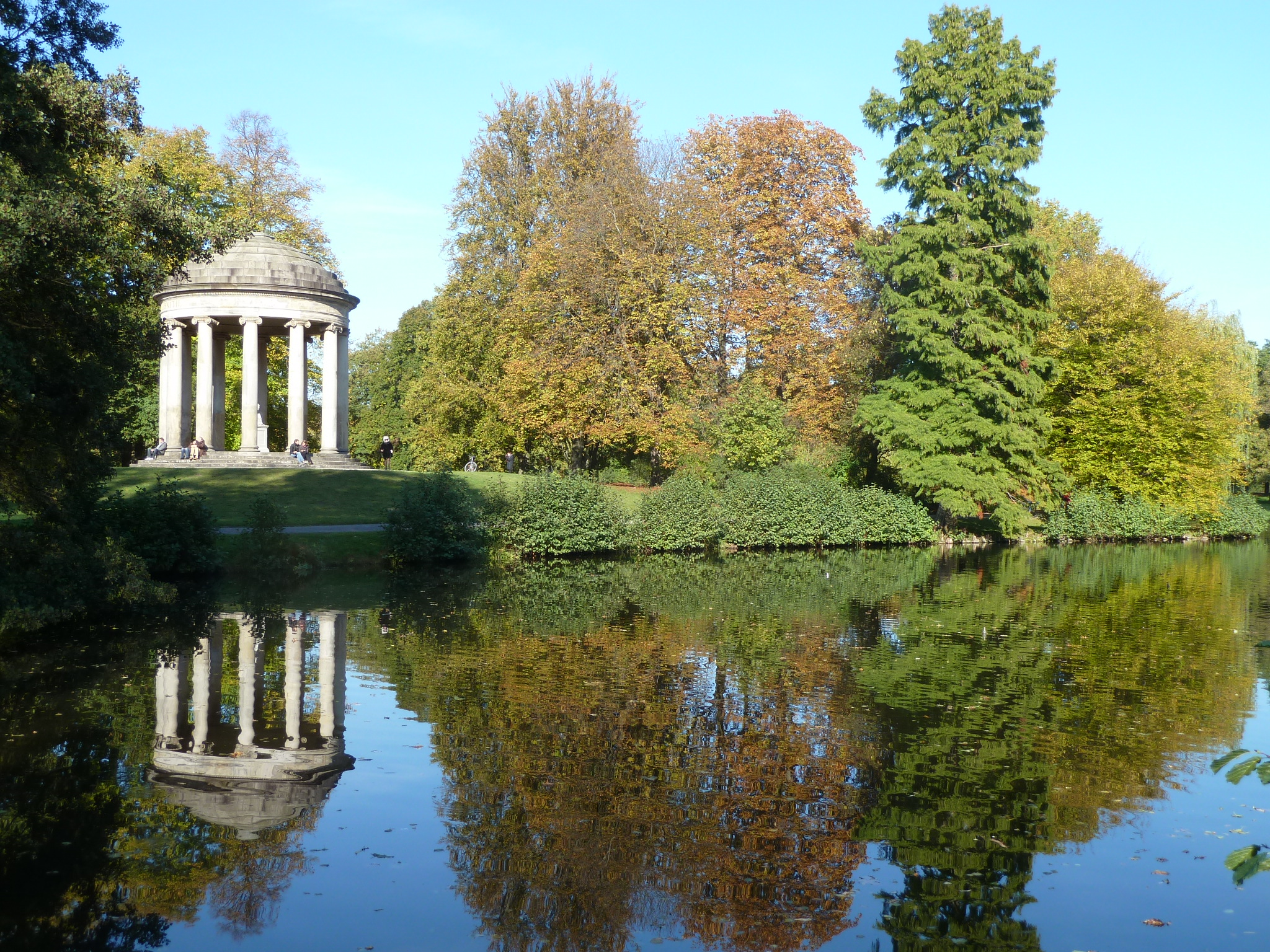
Il Tempio di Leibniz nel Georgengarten

Attorno al 1700, diverse erano le residenze aristocratiche che in questa parte della Germania erano sorte lungo le sponde paludose del fiume Leine. Nel 1726, nei pressi dei giardini reali di Herrenhausen venne aperta la Herrenhäuser Allee, un viale alberato di tigli lungo quasi 2 km che conduceva dal castello di Herrenhausen sino alla periferia della città di Hannover.
Nel 1768 il tenente generale tedesco e collezionista d'arte Johann Ludwig von Wallmoden-Gimborn (figlio illegittimo di re Giorgio II di Gran Bretagna) acquisì alcuni di questi giardini sparsi e li unì a formare quello che divenne noto col nome di Wallmodengarten. Tra il 1780 ed il 1782 fece costruire nei pressi di questo nuovo parco un palazzo, il Wallmodenschloss (detto anche Wallmodenpalais) per ospitare la propria collezione di antichità.
Giorgio III del Regno Unito, che era anche re di Hannover dal 1814, acquistò sia il giardino che il palazzo nel 1817 per ingrandire ulteriormente il parco reale. Dal 1818 in poi, il palazzo divenne quindi noto come Georgenpalais ed i giardini presero il nome di Georgengarten.
Nel 1826 l'architetto ed ingegnere Georg Ludwig Friedrich Laves disegnò due piccole ali laterali adiacenti alla struttura nel giardino. Dal 1828 al 1843 i giardini vennero ridisegnati in stile all'inglese, andando a creare stagni e laghetti.
Tra il 1835 ed il 1841 l'allora capo giardiniere, Christian Schaumburg, fu responsabile della riprogettazione del parco. Durante questi anni, vennero costruiti tre ponti progettati dall'architetto Laves: nel 1837 il Fahrbrücke e nel 1840 l' Augustenbrücke ed il Friederikenbrücke. Quest'ultimo è l'unico ad oggi sopravvissuto dei tre ed ancora oggi connette il Georgengarten con il Grosser Garten.
Al limitare della città sul finire del percorso della Herrenhäuser Allee, nel 1857, venne costruito un cancello di delimitazione progettato da Laves. Il cancello separava la Königsworther Platz dal viale e dal Georgengarten. Negli anni '60 l'originale venne demolito, ma venne poi ricostruito nel 2007 con alcune parti rimaste originali.
Sul finire del XVIII secolo le truppe napoleoniche minacciarono di tagliare tutti gli alberi di tiglio presenti lungo la Herrenhäuser Allee, ma il panettiere e mugnaio Johann Gerhard Helmcke (1780-1844) li salvò pagando la somma di 3000 talleri per acquistarli in toto. In onore a Helmcke, si trova oggi un monumento presso il Georgengarten.
Nel 1921 la città di Hannover acquistò sia il Georgengarten che il Georgenpalais. Durante la seconda guerra mondiale, il Georgenpalais venne pesantemente danneggiato dalla caduta di una serie di bombe durante uno dei raid della RAF sulla città. Il Georgengarten venne utilizzato come orto per coltivare verdura per la popolazione. Negli anni successivi alla guerra, si notò come durante gli anni dell'occupazione le pompe di benzina e i veicoli inglesi avevano danneggiato molti degli alberi presenti lungo il viale e per questo, gradualmente dagli anni '70, molti di essi vennero rimpiazzati.
Dal 1949, la proprietà del Georgenpalais passò all'Associazione "Wilhelm Busch", una società letteraria che deve il suo nome al famoso caricaturista, pittore e poeta tedesco Wilhelm Busch. Attualmente il giardino, nel Georgenpalais, ospita un museo, il Wilhelm-Busch-Museum - Deutsches Museum für Karikatur und kritische Grafik, dedicato appunto all'artista tedesco.
Il Tempio di Leibniz all'interno del parco è stato dedicato al polimate tedesco Gottfried Leibniz. Inizialmente eretto tra il 1787 ed il 1790 nel luogo delle parate militari della città di Hannover (l'attuale Waterlooplatz), venne in seguito trasferito all'interno del Georgengarten.